# Johannes Bettray
Johannes Bettray SVD (* 28. Juni 1919 in Oberhausen; † 9. Juni 1980 in Troisdorf) war ein deutscher Theologe und Steyler Missionar.

## Leben
Johannes Bettray wurde am 28. Juni 1919 als Sohn eines Eisenbahnbeamten in Oberhausen geboren. Sein Vater siedelte kurz darauf in das Dorf Hüthum, nahe bei Emmerich, über. In Emmerich besuchte Johannes Bettray zunächst zwei Jahre ein Gymnasium und setzte 1934 seine Ausbildung am Missionsgymnasium in Steyl fort. Nach dem Abitur begann er 1940 in Steyl das Noviziat und legte am 20. Juli 1941 in Sankt Augustin seine ersten Gelübde ab. Im August 1941 wurde das Missionspriesterseminar Sankt Augustin enteignet und Johannes Bettray führte sein Studium der Theologie und Philosophie am Priesterseminar in Fulda weiter.
Im Frühjahr 1943 erfolgte die Einziehung zum Militärdienst, in dem er als Sanitäter an der russischen Front eingesetzt wurde. Nach Kriegsende schloss Johannes Bettray seine theologische Ausbildung in St. Gabriel ab und erhielt am 29. August 1948 die Priesterweihe.
Da für ihn die Aufgabe der Ausbildung künftiger Missionare vorgesehen war, wurde er im September 1949 zu weiteren Studien (Schwerpunkt: Missiologie) an die Gregoriana in Rom gesandt. Dort promovierte er im Januar 1953 mit der Arbeit „Die Akkommodationsmethode des P. Matteo Ricci S.I. in China“ zum Doktor der Missiologie. Einen Monat später übernahm er den Lehrstuhl für Missionswissenschaft an der Phil.-Theol. Hochschule in St. Gabriel; ab 1955 hielt er auch Vorlesungen an der katholischen Fakultät der Wiener Universität und wurde Konsultor der Katholischen Lehrerschaft Niederösterreichs. Neben seiner wissenschaftlichen Tätigkeit wurde ihm 1954 von Kardinal Innitzer die Redaktion der Publikationen der österreichischen Missionszentrale in Wien übertragen; später wurde er deren Generalsekretär. Diese Tätigkeit übte er bis 1960 aus.
Im April 1965 kam er an die Philosophisch-Theologische Hochschule SVD St. Augustin in Sankt Augustin bei Bonn und wirkte bis zu seinem Tod als Professor beim Aufbau des Missionswissenschaftlichen Institutes mit, dessen Direktor er von 1971 bis 1974 war.

## Missionstätigkeit und Seelsorge
Zwei Studienfahrten führten Johannes Bettray in das Missionsgebiet der Steyler Missionare in Indonesien und Taiwan. Er betreute zahlreiche Schwesternkonvente und war seit 1965 für die Filialgemeinde Bergheim-Müllekoven zuständig.
| Personendaten    | Personendaten                            |
| ---------------- | ---------------------------------------- |
| NAME             | Bettray, Johannes                        |
| KURZBESCHREIBUNG | deutscher Theologe und Steyler Missionar |
| GEBURTSDATUM     | 28. Juni 1919                            |
| GEBURTSORT       | Oberhausen                               |
| STERBEDATUM      | 9. Juni 1980                             |
| STERBEORT        | Troisdorf                                |